# Maurice Droz
Pour les articles homonymes, voir Droz.
Maurice (Raymond) Droz, né le 14 décembre 1924 à Besançon (Doubs) et mort des suites de ses blessures le 20 novembre 1944 dans la même ville, est un résistant français.
Entré dans la Résistance auprès des FFI,,, il rejoint le 4e Régiment du Lomont comme soldat de 2e classe. Il participe vraisemblablement aux combats relatifs à la Libération du Nord Franche-Comté, étant blessé et hospitalisé à Besançon où il décède,,. Inhumé à la nécropole nationale de Rougemont,, et obtenant la mention de mort pour la France,,, son nom figure au monument aux morts de Montbéliard, et de Pierrefontaine-lès-Blamont.